# Heterusia creusa
Heterusia creusa là một loài bướm đêm trong họ Geometridae.